# صدفيات دقيقة
الصدفيات الدقيقة (الاسم العلمي: Microconchida)، وهي رتبة لمجموعة «ديدان» صغيرة متحجرة وملفوفة حلزونيا، وأنبوبية الشكل من طائفة لامسات كانت موجودة حول العالم منذ العصر الأوردوفيشي العلوي وحتى العصر الجوراسي الأوسط (الباثوني). لديها أصداف من الكالسيت الصفيحي، وعادة ما تكون مع مرقطة كاذبة أو نقطية بصيلية الشكل.